# Rafał Moks
Rafał Moks ps. Kulturysta (ur. 4 września 1986 w Szczecinie, zm. 18 listopada 2022 tamże) – polski zawodnik mieszanych sztuk walki (MMA). Były mistrz rosyjskiej organizacji M-1 Global w wadze średniej (2010) oraz niemieckiej GMC w wadze półśredniej (2013–2016). W latach 2011–2016 związany z KSW.

## Kariera MMA

### Fight Club Berlin
Zawodową karierę MMA rozpoczął w 2007 roku na gali Fight Club Berlin 10. Jego przeciwnikiem był Abeku Afful. Moks zwyciężył przez poddanie w pierwszej rundzie. Na gali Fight Club Berlin 12, przegrał przez techniczny nokautw pierwszej rundzie. Jego przeciwnikiem był Ismail Cetinkaya.
Serię dwóch przegranych z rzędu przerwał na gali Fight Club Berlin 14, w 2009 roku, gdzie zmierzył się z Rastislavem Hanulayem. Moks wygrał w pierwszej rundzie przez poddanie (duszenie zza pleców).

### M-1 Global
5 lutego 2010 wystartował w turnieju M-1 Selection 2010 – Western Europe, w wadze średniej. Moks wygrał turniej, pokonując kolejno: Włocha Sergheia Popaa, Chorwata Danijela Džebicia i Turka Ahmeda Bayraka.
Wygrana w turnieju Selection 2010 pozwoliła Moksowi na stoczenie walki o międzynarodowe mistrzostwo M-1 Global w wadze średniej, którą stoczył 10 grudnia 2010 roku na M-1 Challenge 22. Przeciwnikiem Polaka był doświadczony Rosjanin, czeczeńskiego pochodzenia, Magomied Sułtanachmiedow. Moks wygrał w pierwszej rundzie, która trwała 18 sekund, poddając Rosjanina dźwignią skrętową na staw skokowy i zdobywając mistrzowski pas.
W 2011 roku, postanowił zejść do wagi półśredniej i tym samym zwakował pas mistrzowski M-1 Global w wadze średniej. 4 czerwca 2011 stoczył ostatnią walkę dla M-1, przegrywając ze Szwajcarem Yasubeyem Enomoto na punkty.

### KSW i zdobycie pasa GMC
Jeszcze w 2011 roku związał się z Konfrontacją Sztuk Walki (KSW).
26 listopada 2011 podczas gali KSW 17: Zemsta w Łodzi, uległ w walce z Asłambiekiem Saidowem po niejednogłośnej decyzji sędziów.
15 września 2012 podczas jubileuszowej gali KSW 20: Symfonia Walki w Gdańsku, przegrał przez niejednogłośną decyzję z Borysem Mańkowskim.
16 marca 2013 na KSW 22: Czas Dumy w Warszawie, przerwał fatalną serie czterech przegranych pojedynków i zwyciężył przez poddanie duszeniem gilotynowym Marcina Naruszczkę w pierwszej rundzie.
6 lipca 2013 zdobył mistrzowski pas niemieckiej organizacji German MMA Championship, pokonując przez poddanie zawodnika gospodarzy Abusupijana Magomiedowa, a pięć miesięcy później, 7 grudnia tego samego roku, poddał tą samą techniką Brazylijczyka Luisa Cado Simona na KSW 25 we Wrocławiu.
4 października 2014 podczas gali KSW 28: Fighters' Den w Szczecinie, zwyciężył z innym reprezentantem Brazylii Danielem Acacio. Moks po raz czwarty z rzędu poddał rywala tzw. gilotyną (duszenie gilotynowe). Zwycięstwo Moksa z Acacio było setnym skończeniem w parterze w historii KSW.
21 lutego 2015 na gali KSW 30: Genesis w Poznaniu, przegrał w rewanżowym starciu z Asłambiekiem Saidowem, ponownie na punkty.
31 października 2015 podczas wydarzenia KSW 32: Road to Wembley w Londynie, przegrał w drugiej rundzie przez techniczny nokaut z doświadczonym Anglikiem, Jimem Wallheadem. 
W ostatniej walce w KSW zmierzył się z Robertem Radomskim 27 maja 2016 na KSW 35 w Gdańsku. Moks zwyciężył niejednogłośnie na punkty.

### Niedoszły powrót do KSW
Moks po opuszczeniu aresztu związał się ponownie z Konfrontacją Sztuk Walki i miał zawalczyć 15 stycznia 2022 na gali KSW 66 w swoim rodzinnym mieście, jednak dyrektor sportowy KSW – Wojsław Rysiewski w rozmowie z serwisem InTheCage przyznał, że Moks doznał kontuzji, która wykluczyła jego występ w Szczecinie.

## Problemy z prawem i śmierć
W lipcu 2018 roku, został zatrzymany przez funkcjonariuszy Centralnego Biura Śledczego Policji za udział w zorganizowanej grupie przestępczej zajmującej się rozbojami, wymuszeniami pieniędzy, pobiciami i praniem brudnych pieniędzy.
30 marca 2021 trener Moksa – Piotr Bagiński poinformował w wywiadzie dla portalu MMAnews, że jego podopieczny opuścił areszt i powrócił do treningów. Dwa tygodnie później „Kulturysta” wstawił na Facebooka post wideo, sugerujący powrót do startów.
18 listopada 2022 o godz. 05:50 na ul. 9 Maja w Szczecinie zostało znalezione ciało Rafała Moksa. Według komunikatu wydanego przez Komendę Miejską Policji w Szczecinie: W toku przeprowadzonych czynności ustalono, że prawdopodobną przyczyną zgonu jest skok z wysokości. 30 listopada tego samego roku, w przedpołudnie został pochowany na cmentarzu Centralnym w Szczecinie.

## Osiągnięcia i nagrody

### Mieszane sztuki walki
- M-1 Global
  - 2010: M-1 Selection 2010 Western Europe – 1. miejsce w turnieju wagi średniej[35]
  - 2010: Mistrz M-1 Global w wadze średniej[15][15]
- German MMA Championship
  - 2013–2016: Mistrz German MMA Championship w wadze półśredniej[16]
- Konfrontacja Sztuk Walki
  - 2014: Setne skończenie w parterze w historii KSW[24]
  - Bonus za walkę wieczoru (jeden raz) vs. Borys Mańkowski (2022)[36]
  - Bonus za poddanie wieczoru (trzy razy) vs. Marcin Naruszczka (2013)[37], Luiz Cado Simon (2013)[38], Daniel Acacio (2014)[24]

## Lista walk w MMA
| Wynik     | Bilans | Przeciwnik (bilans przed walką) | Rozstrzygnięcie                              | Runda | Czas | Rozgrywki                                   | Data       | Miejsce      | Uwagi                                                   |
| --------- | ------ | ------------------------------- | -------------------------------------------- | ----- | ---- | ------------------------------------------- | ---------- | ------------ | ------------------------------------------------------- |
| Wygrana   | 11-8   | Robert Radomski (12-3)          | Decyzja (niejednogłośna)                     | 3     | 5:00 | KSW 35: Khalidov vs. Karaoglu               | 27.05.2016 | Gdańsk/Sopot |                                                         |
| Przegrana | 10-8   | Jim Wallhead (27-9)             | TKO (ciosy pięściami)                        | 2     | 2:26 | KSW 32: Road to Wembley                     | 31.10.2015 | Londyn       |                                                         |
| Przegrana | 10-7   | Asłambiek Saidow (15-4)         | Decyzja (jednogłośna)                        | 3     | 5;00 | KSW 30: Genesis                             | 21.02.2015 | Poznań       |                                                         |
| Wygrana   | 10-6   | Daniel Acacio (30-16)           | Poddanie (duszenie gilotynowe)               | 1     | 4:42 | KSW 28: Fighters' Den                       | 04.10.2014 | Szczecin     | Bonus za poddanie wieczoru.                             |
| Wygrana   | 9-6    | Luiz Cado Simon (7-2)           | Poddanie (duszenie gilotynowe)               | 1     | 1:35 | KSW 25: Khalidov vs. Sakurai 2              | 07.12.2013 | Wrocław      | Bonus poddanie wieczoru.                                |
| Wygrana   | 8-6    | Abusupijan Magomiedow (9-1)     | Poddanie (duszenie gilotynowe)               | 1     | 2:53 | German MMA Championship 4                   | 06.07.2013 | Herne        | Zdobył pas mistrzowski GMC w wadze półśredniej.         |
| Wygrana   | 7-6    | Marcin Naruszczka (11-1)        | Poddanie (duszenie gilotynowe)               | 1     | 3:01 | KSW 22: Czas Dumy                           | 16.03.2013 | Warszawa     | Limit umowny -80 kg. Bonus za poddanie wieczoru.        |
| Przegrana | 6-6    | Borys Mańkowski (12-4-1)        | Decyzja (niejednogłośna)                     | 3     | 5:00 | KSW 20: Symfonia Walki                      | 15.09.2012 | Gdańsk       | Bonus za walkę wieczoru.                                |
| Przegrana | 6-5    | Asłambiek Saidow (10-2)         | Decyzja (niejednogłośna)                     | 2     | 5:00 | KSW 17: Zemsta                              | 26.11.2011 | Łódź         | Debiut w KSW.                                           |
| Przegrana | 6-4    | Yasubey Enomoto (6-3)           | Decyzja (niejednogłośna)                     | 3     | 5:00 | M-1 European Battle                         | 04.06.2011 | Kijów        | Main Event                                              |
| Przegrana | 6-3    | Raszyd Magomiedow (9-1)         | TKO (ciosy pięściami)                        | 1     | 2:05 | M-1 Challenge 23                            | 05.03.2011 | Moskwa       |                                                         |
| Wygrana   | 6-2    | Magomied Sułtanachmiedow (16-4) | Poddanie (dźwignia skrętowa na staw skokowy) | 1     | 0:17 | M-1 Challenge 22                            | 10.12.2010 | Moskwa       | Zdobył pas mistrzowski M-1 Global w wadze średniej.     |
| Wygrana   | 5-2    | Ahmed Bayrak (8-6)              | Decyzja (jednogłośna)                        | 3     | 5:00 | M-1 Selection 2010 – Eastern Europe Finals  | 22.07.2010 | Moskwa       | Zwyciężył w turnieju M-1 Selection w wadze średniej.    |
| Wygrana   | 4-2    | Danijel Dzebic (6-3)            | Poddanie (duszenie gilotynowe)               | 1     | 4:56 | M-1 Selection 2010 – Western Europe Round 3 | 29.05.2010 | Helsinki     | Druga runda turnieju M-1 Selection w wadze średniej.    |
| Wygrana   | 3-2    | Serghei Popa (0-0)              | Poddanie (duszenie zza pleców)               | 1     | 4:13 | M-1 Selection 2010 – Western Europe Round 1 | 05.02.2010 | Hilversum    | Pierwsza runda turnieju M-1 Selection w wadze średniej. |
| Wygrana   | 2-2    | Rastislav Hanulay (1-0)         | Poddanie (duszenie zza pleców)               | 1     | ?    | Fight Club Berlin 14                        | 15.11.2009 | Berlin       |                                                         |
| Przegrana | 1-2    | Ismail Cetinkaya (4-1)          | TKO (ciosy pięściami)                        | 1     | 2:15 | Fight Club Berlin 12                        | 02.11.2008 | Berlin       |                                                         |
| Przegrana | 1-1    | Leszek Wojtczyk (2-0)           | TKO (zatrzymanie przez narożnik)             | 2     | ?    | Pro Fight 2                                 | 25.11.2007 | Toruń        |                                                         |
| Wygrana   | 1-0    | Abeku Afful (1-0)               | Poddanie                                     | 1     | 2:01 | Fight Club Berlin 10                        | 28.10.2007 | Berlin       |                                                         |